# 삼씨밀크
삼씨밀크(영어: hemp milk 헴프 밀크[*])는 삼씨로 만든 식물성 밀크이다.

## 같이 보기
- 삼씨기름
- 땅콩밀크
- 아몬드밀크